# Mayo, South Carolina
Mayo är en ort i Spartanburg County i delstaten South Carolina, USA.